# Fundação para a Justiça Ambiental
A Fundação para a Justiça Ambiental é uma organização não governamental (ONG) fundada em 2001 por Steve Trent e Juliette Williams que promove a resolução não violenta de abusos de direitos humanos e questões ambientais relacionadas ao Sul Global. Ela se descreve como "uma organização sem fins lucrativos sediada no Reino Unido que trabalha internacionalmente para proteger o meio ambiente e os direitos humanos".
O princípio central da organização, conforme estabelecido em sua Declaração de Missão, afirma que as injustiças sofridas por pessoas que vivem em comunidades pobres e desprivilegiadas estão frequentemente relacionadas à destruição, superexploração e outros abusos do ambiente natural local de que essas pessoas dependem. A fundação faz ligações diretas entre as demandas do mundo ocidental por alimentos baratos e outros bens, especialmente peixes, camarões e algodão, e ambientes naturais degradados em países em desenvolvimento.